# Atopsyche espala
Atopsyche espala är en nattsländeart som beskrevs av Ross och King 1952. Atopsyche espala ingår i släktet Atopsyche och familjen Hydrobiosidae. Inga underarter finns listade i Catalogue of Life.